# 26727 Wujunjun
26727 Wujunjun este un asteroid din centura principală de asteroizi.

## Descriere
26727 Wujunjun este un asteroid din centura principală de asteroizi. A fost descoperit pe 16 aprilie 2001 la Socorro, New Mexico, în cadrul proiectului LINEAR. Asteroidul prezintă o orbită caracterizată de o semiaxă mare de 2,57 ua, o excentricitate de 0,17 și o înclinație de 8,3° în raport cu ecliptica.